# آب بازان (روستا)
آب بازان، روستایی واقع در سمت راست رود کوکچه در افغانستان است. این روستا در حدود ۱۵ مایلی شمال ولسوالی کلفگان و حدود ۲۰ مایلی شمال غربی کشم است.  این روستا در ولسوالی رستاق واقع شده است.